# FreeNOS
FreeNOS o Free Niek's Operating System es un microkernel OS escrito para aprender sobre sistemas operativos. El sistema únicamente soporta memoria virtual, programación de tareas simples, y la comunicación entre procesos (IPC). Actualmente contiene soporte para un par de dispositivos, incluyendo VGA, teclado, serie i8250, y los controladores de host PCI. FreeNOS tiene algunos sistemas de archivos, tales como el sistema de archivos virtual, procfs, tmpfs, y ext2fs. Estos utilizan estas bibliotecas: libposix, libc, libteken (emulación de terminal) y libexec (formatos ejecutables).